# Филилеевское (озеро)
Филилеевское (устар. Болотное) — озеро на границе Московской области (Пышлицкое сельское поселение Шатурского района) и Рязанской области (Ненашкинское сельское поселение Клепиковского района) России. Относится к группе Клепиковских озёр.

## Название
На картах XIX века озеро называлось Болотное, из-за сильной заболоченности его берегов. Позднее за озером закрепилось название Филилеевское, по наименованию деревни, находившейся напротив него на западном берегу озера Дубового.

## Физико-географическая характеристика
Площадь — 0,33 км² (33,6 га), длина — около 750 м, ширина — около 720 м. Для озера характерны отлогие, низкие берега. Прибрежная зона сильно заболочена. Высота над уровнем моря — 112,2 м.
Глубина до 2 м. Дно песчаное, покрыто илом. Вода полупрозрачная, торфяная с коричневой окраской. Видимость до 40 см.
Среди водной растительности распространены камыш, жёсткий тростник, стрелолист, ряска, элодея, телорез, рдесты; встречаются: кубышка, кувшинка, осоки, рогоз, земноводная гречиха, канадский рис, водокрас лягушачий, водяной хвощ, реже — сабельник, частуха подорожниковая. В озере обитают щука, окунь, ёрш, вьюн, карась, плотва, налим, линь, густера, лещ, редко попадается уклея. Встречаются ондатра, бобр, водяная крыса.
Озеро используется для рыболовства и охоты на перелётных птиц.